# Југани (Вранча)
Југани (рум. Iugani) насеље је у Румунији у округу Вранча у општини Богешти. Oпштина се налази на надморској висини од 135 m.

## Становништво
Према подацима из 2002. године у насељу је живело 249 становника, од којих су сви румунске националности.